# Тернівська сільська рада (Крижопільський район)
| Тернівська сільська рада — орган місцевого самоврядування у Крижопільському районі Вінницької області з адміністративним центром у с. Тернівка. Сільській раді підпорядковані населені пункти: - с. Тернівка |

## Склад ради
Рада складається з 16 депутатів та голови.

## Керівний склад сільської ради
| ПІБ                         | Основні відомості                                                         | Дата обрання | Дата звільнення |
| --------------------------- | ------------------------------------------------------------------------- | ------------ | --------------- |
| Онищук Володимир Михайлович | Сільський голова, 1965 року народження, освіта                            | 26.03.2006   | 31.10.2010      |
| Онищук Володимир Михайлович | Сільський голова, 1965 року народження, освіта вища, член Партії регіонів | 31.10.2010   |                 |

Примітка: таблиця складена за даними джерела